# 卢伊尔河-科多河谷村
卢伊尔河-科多河谷村（法語：Val de Louyre et Caudeau，法語發音：[val də lwiʁ e kodo]）是法国多尔多涅省的一个市镇，属于贝尔热拉克区。

## 地名
该市镇得名于流经的卢伊尔河和科多河。

## 历史
该市镇于2017年1月1日由原市镇桑德里约和圣阿尔韦尔-圣洛朗莱巴通合并而成，后者则是于2016年1月1日由原市镇圣阿尔韦尔和圣洛朗德巴通合并而成。

## 地理
卢伊尔河-科多河谷村（44°56'48.78"N, 0°48'33.48"E）面积82.12 平方千米，位于法国新阿基坦大区多爾多涅省，该省份为法国西南部内陆省份，是法國本土面积第三大的省，大致对应佩里戈尔地区，北起顺时针与夏朗德省、上维埃纳省、科雷兹省、洛特省、洛特-加龙省、吉倫特省和滨海夏朗德省接壤。
与卢伊尔河-科多河谷村接壤的市镇（或旧市镇、城区）包括：圣米歇尔德维亚代、韦里讷德韦尔、萨隆、拉克罗普特、圣费利克斯德雷亚克和莫特马尔、茹尼亚克、圣阿维德维亚拉尔、波纳、珀聚勒、圣富瓦德隆加、佩里戈尔地区圣马塞尔、圣费利德维拉代、富莱、圣阿芒德韦尔。
卢伊尔河-科多河谷村的时区为UTC+01:00、UTC+02:00（夏令时）。

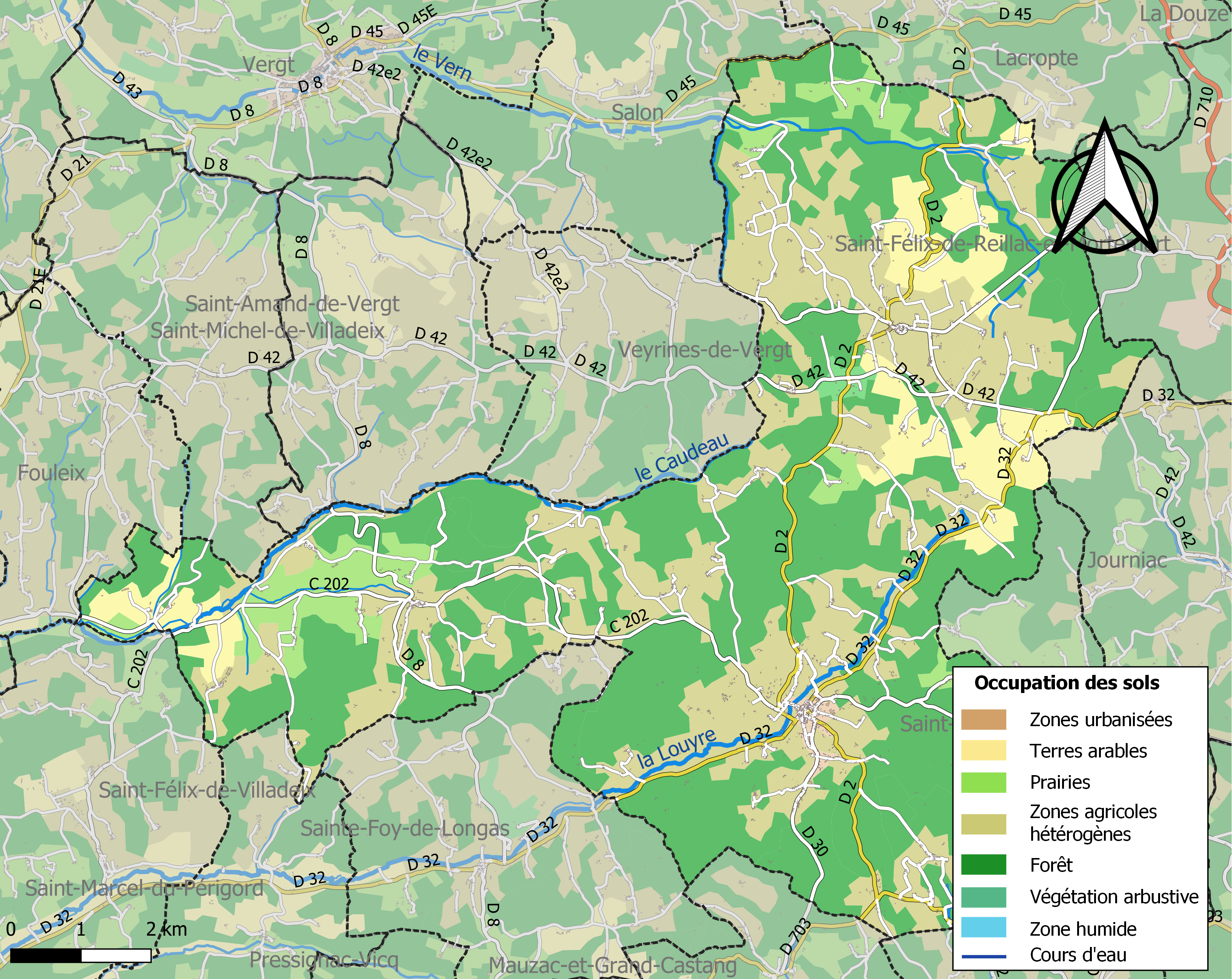
卢伊尔河-科多河谷村的OSM定位图

## 行政
卢伊尔河-科多河谷村的邮政编码为24510，INSEE市镇编码为24362。

## 政治
卢伊尔河-科多河谷村所属的省级选区为中佩里戈尔县。

## 人口
卢伊尔河-科多河谷村于2022年1月1日时的人口数量为1592人。